# Antonio Cervera de la Torre
Fray Antonio Cervera de la Torre (Ciudad Real – Calzada de Calatrava, 25 de agosto de 1606), clérigo e historiador renacentista español.

## Reseña biográfica
De padres hidalgos, hijo de don Pedro Cervera de la Torre, natural de Pozuelo de Calatrava, y de doña María de Mayorga, natural de Madridejos; recibió el hábito de Calatrava el 10 de septiembre de 1575. Se licenció en Derecho Canónico por la Universidad de Salamanca y fue rector de su Colegio Imperial. Fray Antonio era sacristán mayor y definidor de la Orden de Calatrava. A instancia del Cardenal García de Loaysa y Mendoza, que era su pariente, llegó a Madrid, donde fue capellán de Felipe II y prior de Granada; escribió una sola obra histórica en dos ediciones:

Testimonio auténtico y verdadero de las cosas notables que pasaron en la dichosa muerte del rey nuestro señor don Felipe II. Autor, su capellán el L. Cervera de la Torre, de la órden de Calatrava, natural de Ciudad Real. Dirigido al Católico y potentísimo Rey de las Españas y del Nuevo Mundo, D. Felipe III, nuestro señor (E. De A.R.) Con privilegio, impreso en Valencia, en casa de Pedro Patricio Mey, junto á San Martín, 1599.

Testimonio auténtico y verdadero de las cosas notables que pasaron en la dichosa muerte del rey nuestro señor don Felipe II, que santa gloria haya. Con muchas adiciones nuevas de otras virtudes y casos singulares de su vida, que llevan esta señal. (Una mano.) Autor, su capellán el L. Frey Don Antonio Cervera de la Torre, sacristán mayor de la órden de Calatrava, natural de Ciudad Real. Dirigido al Católico y potentísimo Rey de las Españas y del Nuevo Mundo, D. Felipe III, nuestro señor (E. De A.R.) Con privilegio. En Madrid, por Luis Sánchez, año 1600.

También dejó escrita una obra canónica:

Alegación por la orden de Calatrava, contra el pretendido derecho del Abad de Morimundo de nombrar Prior del Sacro y Real convento de Calatrava un monje cisterciense de aquella Abadía.

En la Real Academia de la Historia se conserva un manuscrito con la biografía de fray Antonio Cervera.